# República de l'Araxes
La República de l'Araxes (àzeri: Araz Türk Cümhuriyyəti o Araz Cümhuriyyəti) fou un efímer estat proclamat a la major part del que avui dia és la República Autònoma de Nakhtxivan i que va agafar el nom del riu Araxes, que formava el seu límit sud.
Després de l'armistici de Mudros el 30 d'octubre de 1918, els turcs van començar a retirar-se de l'Azerbaidjan, on el govern de Gandja, dirigit pel Musavat, els havia donat suport. Sir John Oliver Wardrop, comissionat en cap britànic pel sud del Caucas, va preveure lliurar els districtes de Nakhitxevan i Ordubad, de l'antiga província d'Erevan, a la República Democràtica d'Armènia i en resposta, el novembre, Jafar Kuli Khan Nakhchivanski, descendent dels antics kans, amb el suport del govern de Gandja i dels turcs, va proclamar la república. El govern armeni no va reconèixer aquesta proclamació; tropes armènies foren enviades a Nakkhitxevan. Per fer front a la invasió, la república es va unir a l'Azerbaidjan, que de fet ja era qui exercia el domini del territori. Després del desembarcament dels britànics a Batum el maig de 1919, les tropes turques es van haver de retirar i els armenis van poder ocupar la república el juny de 1919. Llavors, van intervenir les tropes de l'Azerbaidjan, organitzades i dirigides per oficials turcs, que a finals de juliol van aconseguir expulsar els armenis de la ciutat de Nakhitxevan, però els armenis van mantenir la resistència i van conservar part del territori.